# Herminia perfractalis
Herminia perfractalis là một loài bướm đêm trong họ Noctuidae.